# Hideo Ōshima
Hideo Ōshima (jap. 大島 秀夫, Ōshima Hideo; * 7. März 1980 in der Präfektur Gunma) ist ein ehemaliger japanischer Fußballspieler.

## Karriere
Ōshima erlernte das Fußballspielen in der Schulmannschaft der Maebashi Ikuei High School. Seinen ersten Vertrag unterschrieb er 1998 bei den Yokohama Flügels. Der Verein spielte in der höchsten Liga des Landes, der J1 League. 1998 gewann er mit dem Verein den Kaiserpokal. 1999 wechselte er zum Ligakonkurrenten Kyoto Purple Sanga. 2001 wechselte er zum Zweitligisten Montedio Yamagata. Für den Verein absolvierte er 166 Spiele. 2005 wechselte er zum Erstligisten Yokohama F. Marinos. Für den Verein absolvierte er 112 Erstligaspiele. 2009 wechselte er zum Ligakonkurrenten Albirex Niigata. Für den Verein absolvierte er 66 Erstligaspiele. 2011 wechselte er zum Zweitligisten JEF United Chiba. 2012 wechselte er zum Erstligisten Consadole Sapporo. Für den Verein absolvierte er 20 Erstligaspiele. 2013 wechselte er zum Zweitligisten Giravanz Kitakyushu. Für den Verein absolvierte er 111 Spiele. Ende 2016 beendete er seine Karriere als Fußballspieler.

## Erfolge
Yokohama Flügels
- Kaiserpokal

Sieger: 1998